# Urtė Neniškytė
Urtė Neniškytė (ur. 2 listopada 1983 w Wilnie) – litewska neurobiolog. 
W 2008 roku ukończyła studia na Uniwersytecie Wileńskim, pracę doktorską obroniła w 2012 roku na Uniwersytecie Cambridge. Wspólnie z Guyem C. Brownem stworzyła pierwszy artykuł dotyczący fagooptozy czyli śmierci komórek w ramach procesu fagocytozy. Jej badania dotyczą komórkowych mechanizmów choroby Alzheimera i dojrzewania połączeń między neuronami podczas rozwoju mózgu. 
Otrzymała Krzyż Kawalerski Orderu Wielkiego Księcia Giedymina i Nagrodę L’Oréal-UNESCO International Awards for Women in Science the 15 International Rising Talents of 2019.